# Zespół Wunderlicha
Zespół Wunderlicha (ang. Wunderlich’s syndrome) – zespół objawów towarzyszących samoistnemu krwawieniu ograniczonemu do torebki nerki. Najczęstszą przyczyną zespołu jest krwotok z guza typu naczyniakomięśniakotłuszczaka nerki (angiomyolipoma), rzadsze przyczyny to polekowe zapalenie naczyń, rak nerki, guz chromochłonny lub torbiel prosta nerki.
Zespół opisał w 1858 roku Carl Reinhold August Wunderlich.